# Hassan Nasrallah
Hassan Nasrallah (in arabo حسن نصر الله‎?, Ḥasan Naṣrallāh; Bourj Hammoud, 31 agosto 1960 – Beirut, 27 settembre 2024) è stato un religioso e politico libanese, terzo segretario del partito sciita Hezbollah fino a quando fu ucciso dalle forze di difesa israeliane (IDF) nel settembre 2024.

## Biografia

### La famiglia
Malgrado la sua nascita a Bourj Hammoud, nel distretto di Metn sul Monte Libano, immediatamente ad est di Beirut, la famiglia di sayyid Hassan Naṣrallāh proveniva dal villaggio di al-Bāzūriyya, presso Tiro, nel sud del Libano, caratterizzato da una netta prevalenza sciita.
Il padre si chiamava Sayyid ʿAbd al-Karīm Naṣrallāh. Sayyed Ḥassan era il primo figlio, aveva tre fratelli e cinque sorelle. Nato e cresciuto nel quartiere “al-Karantīna” (Quarantena), uno dei più poveri della periferia orientale di Beirut, frequentò la scuola elementare privata “al-Kifāh” (La lotta) e continuò gli studi medi e superiori in una scuola secondaria nella zona beirutina di Sinn al-Fīl.

### In Amal
Quando scoppiò la guerra civile in Libano, nell'aprile 1975, la sua famiglia ritornò ad al-Bazūriyya, dove egli terminò gli studi superiori. Nonostante la sua giovane età, fu nominato ufficiale nel movimento sciita Amal (Speranza) di Nabih Berri ad al-Bāzūriyya. Nel 1976, quando si trovava nel sud del Libano, Naṣrallāh incontrò Sayyed Muhammad al-Gharāwī a Tiro, il quale lo aiutò a entrare nella Hawza a Najaf, in Iraq. Partì dunque per Najaf con una lettera di raccomandazioni indirizzata all'Imam Muhammad Baqir al-Sadr, scritta dallo stesso al-Gharāwī, in cui esprimeva il suo particolare interesse verso di lui. Al-Sadr diede a Sayyed ʿAbbās al-Musāwī l'incarico di supervisore di Naṣrallāh.
Nel 1978, a causa della repressione in atto contro le scuole religiose, Naṣrallāh partì segretamente per tornare in Libano e continuò gli studi nella Hawza dell'Imam al-Montazar; una scuola religiosa fondata da Abbas al-Musawi, cui era stato proibito il rientro in Iraq. Oltre alla sua istruzione nella scuola religiosa di Baalbek, Naṣrallāh riprese le attività politiche e organizzative del movimento di Amal nella regione della Beqāʿ, dove fu nominato nel 1979 rappresentante politico per la regione della Beqāʿ e membro dell'Ufficio Politico di Amal.

### In Hezbollah
Nel 1982, insieme ad un gran numero di ufficiali e quadri, si separò da Amal in seguito ad alcuni disaccordi con i dirigenti politici del movimento riguardo al modo di rispondere agli sviluppi politici e militari conseguenti l'invasione israeliana del Libano e aderì a Hezbollah. Continuò a studiare nella scuola di Baalbek e mantenne i suoi incarichi all'interno di Hezbollah nella regione della Beqāʿ fino al 1985, quando si trasferì a Beirut. Nel 1987 fu creato il posto di ufficiale capo esecutivo di Hezbollah; Naṣrallāh ricoprì questo incarico oltre ad essere membro del Consiglio Consultivo (l'organo direttivo di Hezbollah).
Nel 1989 andò a Qom, in Iran, per continuare i suoi studi ma dovette tornare dopo un anno a causa di nuovi sviluppi politici e militari in Libano.

### Segretario generale di Hezbollah

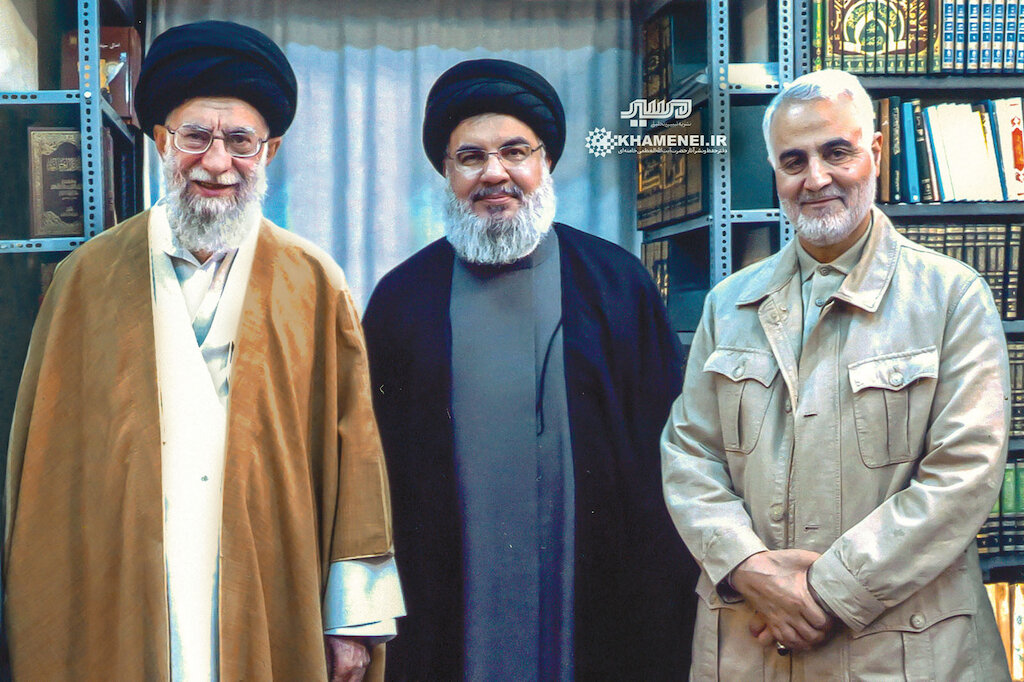
Naṣrallāh con Ali Khamenei e il comandante delle Forze Qods Qassem Soleimani

Nel 1992 fu eletto all'unanimità dai membri del Consiglio Consultivo, Segretario Generale di Hezbollah, succedendo a Sayyed ʿAbbās al-Musāwī, ucciso insieme alla moglie e alla figlia da un missile Hellfire israeliano, nel febbraio del 1992. Contemporaneamente alla sua promozione a Segretario Generale, Hezbollah iniziò una maggiore partecipazione politica negli affari interni del Libano, partecipando alle elezioni parlamentari del 1992, le prime dopo la guerra civile libanese. Il partito riportò un buon successo, facendo eleggere dodici suoi militanti tra i 128 del parlamento libanese e formando il blocco parlamentare chiamato "Fedeltà alla Resistenza".
Sotto la guida di Naṣrallāh, Hezbollah è diventato un pericoloso avversario delle forze armate israeliane nel Libano meridionale, riuscendo ad aumentare la sua capacità militare. Il partito di Hezbollah ha ottenuto una legittimazione nazionale quando, dopo il massacro di Qana, è giunto a un accordo con Israele per cui, da entrambe le parti, si decise di non attaccare i civili.
L'accordo fu condotto insieme ai rappresentanti di Libano, Siria, Stati Uniti e Francia. Gli attacchi di Hezbollah contro le forze israeliane furono una delle cause della decisione di Israele di lasciare il Libano: Hezbollah gode di un notevole credito in Libano di aver contribuito a liberare il sud del paese dalle forze armate israeliane. Dopo il ritiro di Israele ci fu uno scambio di prigionieri e furono liberati centinaia di palestinesi e militanti di Hezbollah e restituite le salme di alcuni militanti libanesi.
Nel corso della gestione di Naṣrallāh, Hezbollah ha partecipato dal 2011 attivamente alla guerra civile siriana al fianco del fronte lealista.
Le proteste diffuse in Libano nell’ottobre 2019 a causa dell’aggravarsi della crisi finanziaria ed economica hanno esercitato pressioni sui leader del governo affinché si dimettessero, compreso lo stesso Naṣrallāh.

### Morte
Il 27 settembre 2024 è stato ucciso a seguito dell'Operazione Nuovo Ordine da parte delle forze di difesa israeliane a Beirut. Il funerale ha però avuto luogo solo il 23 febbraio 2025.

## Vita privata
Sayyed Ḥassan Naṣrallāh è stato sposato con Fatima Yasin. Dal matrimonio sono nati cinque figli: Muhammad Hadi, Muhammad Jawad, Zaynab, Muhammad ʿAli e Muhammad Mahdi. Naṣrallāh viveva a Beirut, assieme alla famiglia. Nel settembre 1997 suo figlio maggiore Muhammad Hadi è stato ucciso durante un conflitto a fuoco con le forze armate israeliane a Jabal al-Rifā'i, nel sud del Libano.